# Antonio Toledo Corro
Antonio Toledo Corro (Escuinapa de Hidalgo, 1º aprile 1919 – Mazatlán, 6 luglio 2018) è stato un politico messicano, membro del Partito Rivoluzionario Istituzionale (PRI).

## Biografia
Nato a Escuinapa de Hidalgo, è stato sindaco di Mazatlán dal 1959 al 1962. Toledo gestiva un'azienda di trattori ed era direttore di un giornale.
Fu segretario della Riforma agraria del Messico durante il mandato del presidente José López Portillo, un amico personale, dal 1978 al 1980.
Toledo fu governatore di Sinaloa dal 1981 al 1986. Durante il suo mandato un'autostrada che collegava Culiacán con Guasave fu costruito e furono fondate l'Universidad de Occidente e il Colegio de Bachilleres de Sinaloa. Tuttavia, anche la violenza contro le droghe è aumentata notevolmente, con 6.500 omicidi segnalati.
Toledo era sposato con Estela Ortiz e aveva tre figli. Morì il 6 luglio 2018, all'età di 99 anni. Era stato ricoverato in ospedale in un ospedale di Mazatlán dal 29 giugno, e soffriva di diversi disturbi, inclusa la polmonite.